# István Szent-Iványi
István Szent-Iványi (ur. 12 listopada 1958 w Kecskemécie) – węgierski polityk i dyplomata, parlamentarzysta krajowy, od 2004 do 2009 deputowany do Parlamentu Europejskiego.

## Życiorys
Studiował na Uniwersytecie im. Loránda Eötvösa w Budapeszcie, w 1990 uzyskał stopień naukowy doktora. Był pracownikiem naukowym, angażował się jednocześnie w działalność opozycyjną. Należał do założycieli Związku Wolnych Demokratów. W 1990 został posłem do Zgromadzenia Narodowego, w krajowym parlamencie zasiadał nieprzerwanie przez czternaście lat.
Od 2003 pełnił funkcję obserwatora w PE, od maja do lipca 2004 sprawował mandat eurodeputowanego V kadencji w ramach delegacji krajowej. W 2004 z listy SzDSz uzyskał mandat deputowanego do Parlamentu Europejskiego VI kadencji. Był członkiem Komisji Przemysłu, Handlu Zewnętrznego, Badań Naukowych i Energii oraz grupy Porozumienia Liberałów i Demokratów na rzecz Europy. W 2009 bez powodzenia ubiegał się o reelekcję.
Również w 2009 zatrudniony w Ministerstwie Spraw Zagranicznych. Od 2010 do 2015 był ambasadorem Węgier w Słowenii. Dołączył następnie do Węgierskiej Partii Liberalnej. W 2020 wstąpił natomiast do formacji Új Világ Néppárt, którą założył József Pálinkás.